# Sevansjön
Sevansjön är en alpin sötvattensjö som ligger i regionen Gegharkunik och som också är den största sjön i Armenien och Kaukasusregionen. Vattennivån har sedan en reglering under 1930-talet sjunkit från 1916 meter över havet till under 1900 meter över havet. 2001 stiftades en lag för att återställa vattennivån till 1957 års nivå. Floden Hrazdan utgår från sjön och vattnet fortsätter ner i floden Aras  för att till slut rinna ut i Kaspiska havet. Avdunstningen är större än utflödet via Hrazdan. Sjön är vattenreservoar för sex kraftverk med en sammanlagd fallhöjd på 1 200 m. Sjön är rik på fisk och därför är fisket en viktig näring. Utmed sjön ligger många gamla armeniska kyrkor.

## Vattennivå
1933, under den sovietiska tiden, ökades Sevansjöns utflöde artificiellt. Före vattenregleringen låg vattenytan 1916 meter över havet, ytan var 1416 km2 och vattenvolymen 58,5 km3. Som en konsekvens sjönk vattennivån, vattenkvalitén försämrades, våtmarker torkade ut och den biologiska mångfalden påverkades negativt. 2002 hade Sevanssjöns vattennivå sjunkit med 20 meter till 1896 m ö.h.. Ytan var därmed 1236 km2, en minskning med 13% och volymen var 32,9 km3, en minskning med 44%. 2001 antogs en lag i Armenien syftande till att återställa den ekologiska balansen i Sevansjön och det året begränsades utflödet från sjön. Målet är att öka vattennivån med 6 meter sammanlagt under 30 år, vilket motsvarar vattennivån 1957.

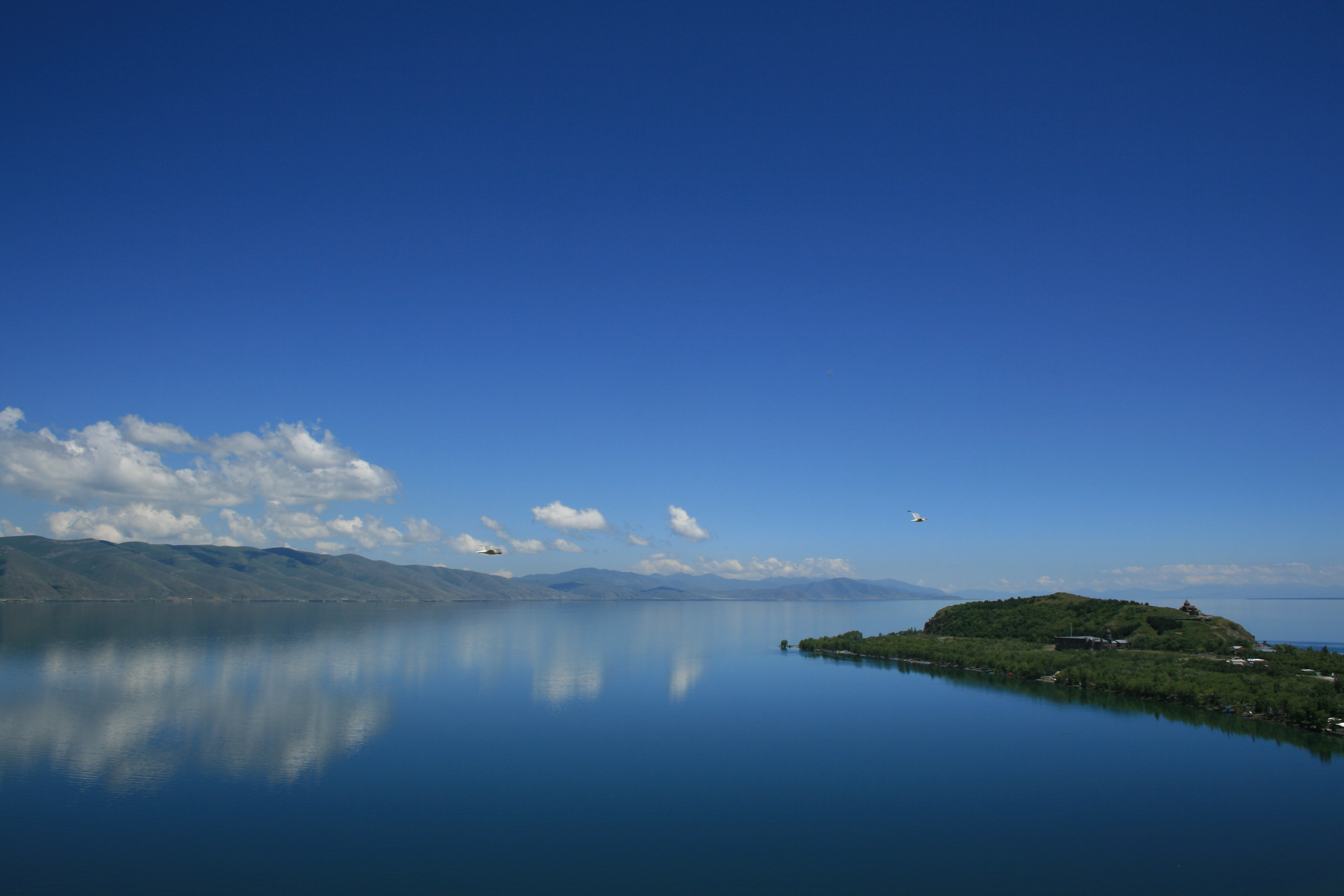
Sevansjön
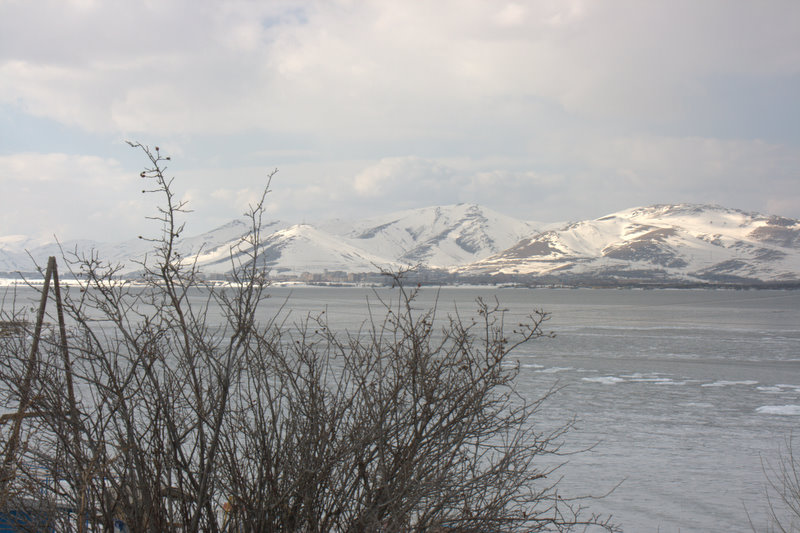
Vinter vid Sevansjön
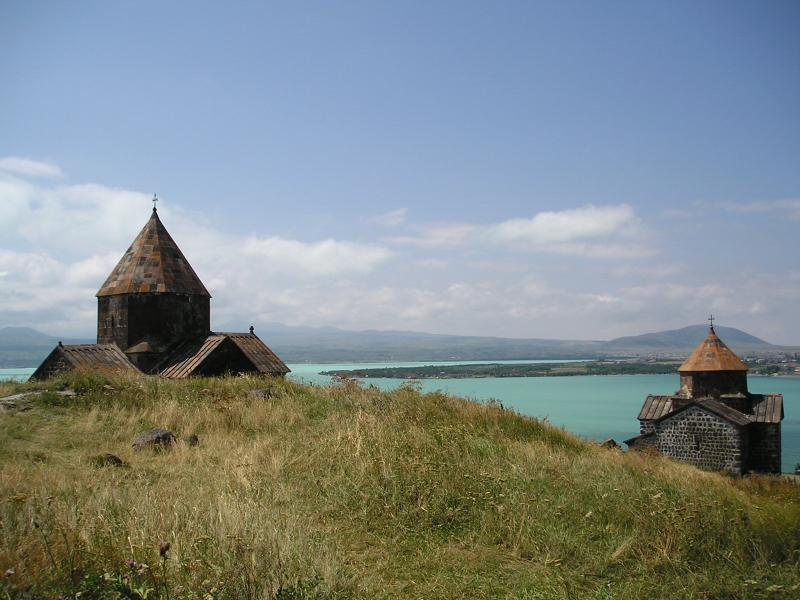
Kloster vid Sevansjön

## Fauna
I Sevansjön finns sex fiskarter, varav två är endemiska, och alla dessa arter har varit på nedåtgående. Laxfisken Salmo ischchan som är endemisk och berömd i Armenien (ishkhan betyder "prins" på armeniska) är nära utrotning eftersom lekområden torkat ut när vattennivå sjunkit i sjön. Även karpfisken Barbus goktschaicus är endemisk och hotad. Uttern, som också är beroende av våtmarker har försvunnit under de senast årtiondena.

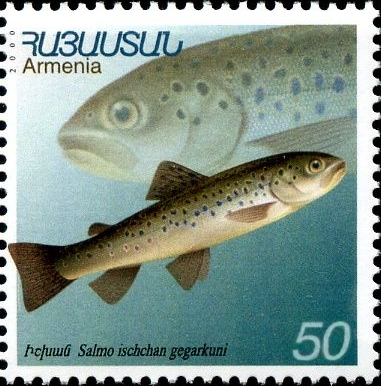
Salmo ischchan
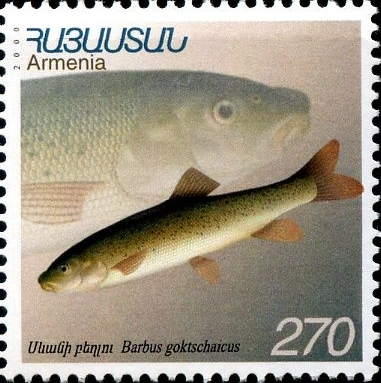
Barbus goktschaicus